# A proposito di "Arden of Feversham"
A proposito di “Arden of Feversham” è un cortometraggio, attualmente irreperibile, del 1968 diretto e interpretato da Carmelo Bene. Presso la Cineteca Nazionale è stato individuato il negativo privo di colonna sonora.

## Trama
Tre attori inscenano l'opera elisabettiana Arden of Feversham. Thomas Arden è un uomo dispotico che si è fatto da sé, ricco e potente. La moglie, Alice, non lo sopporta più e progetta una congiura ai suoi danni assieme all'amante segreto Mosby. Viene prestabilito dai due il giorno e le circostanze in cui Thomas avrebbe dovuto essere assassinato. L'omicidio ha buon fine, ma presto Alice e Mosby vengono scoperti e puniti severamente in processo.